# Marquesado de Cañete
El marquesado de Cañete es un título nobiliario español, creado oficialmente el 7 de julio de 1530 por el rey Carlos I de España, a favor de Diego Hurtado de Mendoza y Silva, IV señor de Cañete, aunque se había concedido, pero no se llegó a emitir el oportuno real despacho, por los Reyes Católicos a su abuelo paterno Juan Hurtado de Mendoza y Guzmán, II señor de Cañete, mediante real carta de concesión de 1490.
El rey Carlos III de España concedió al marquesado de Cañete la grandeza de España el 17 de noviembre de 1771 a Agustín de Bracamonte Dávila y Guzmán, marqués de Navamorcuende y de Fuente el Sol.

## Denominación
Su denominación hace referencia al municipio de Cañete en la actual provincia de Cuenca.

## Señores de Cañete

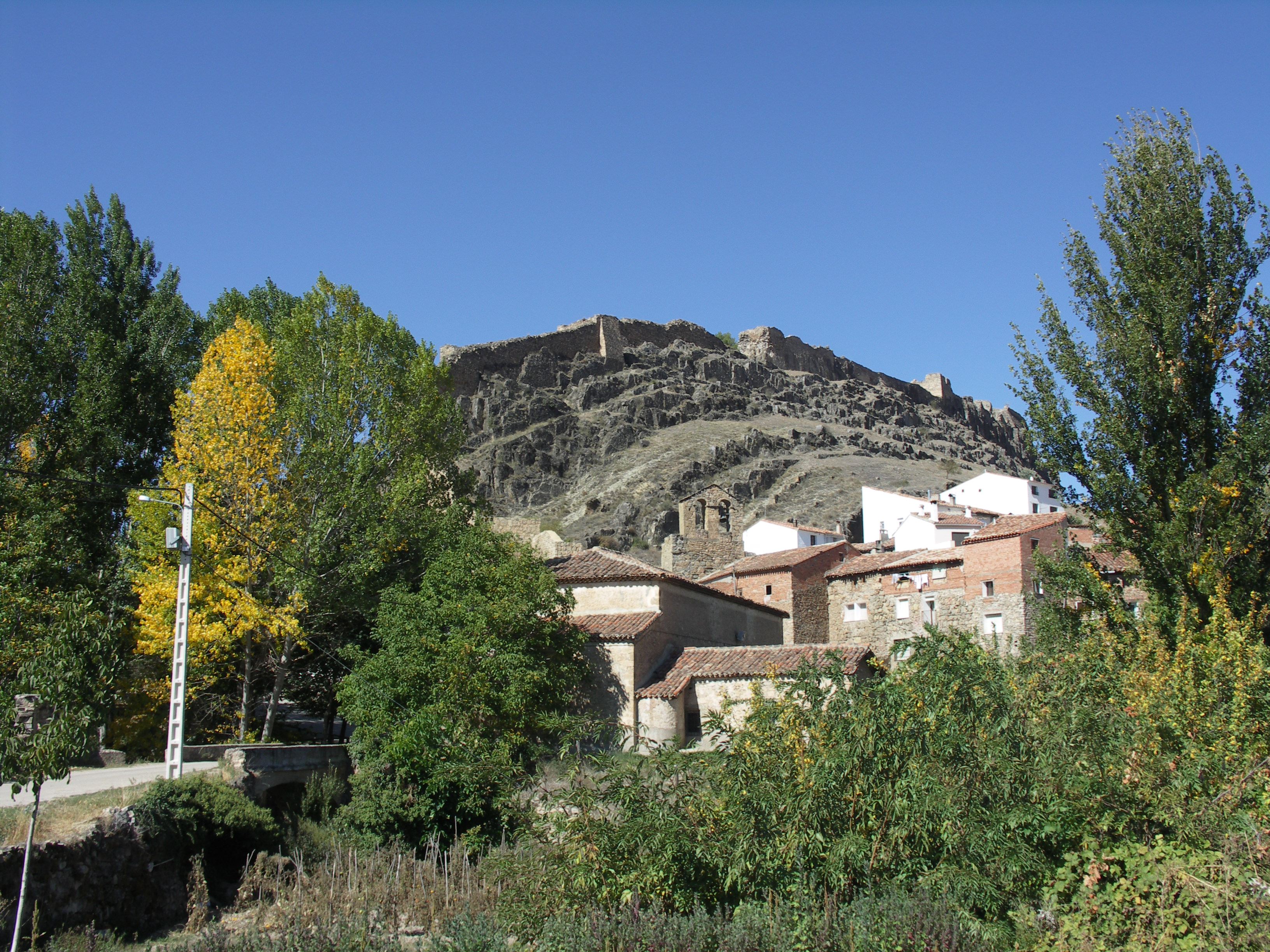
Castillo de Cañete, también llamado de Don Álvaro de Luna

- Diego Hurtado de Mendoza (m. antes de 1454), I señor de Cañete, señor de la Olmeda de la Cuesta, montero mayor de Juan II de Castilla, guarda mayor de Cuenca. «Ricohombre de sangre»[3], fue hijo de Juan Hurtado de Mendoza el Limpio, señor de Almazán, mayordomo de Enrique III y ayo de Juan II,[4] y de María Téllez, hija de Tello de Castilla.[5]

Casó en primeras nupcias con su prima hermana Beatriz de Albornoz, hija de Juan de Albornoz y de Constanza de Castilla, hija del conde Tello de Castilla, hermano de Enrique II. En segundas nupcias, se casó en 1420 con Teresa de Guzmán y Palomeque, hija de Juan Ramírez de Guzmán, señor del Castañar, y de su segunda esposa, Juana Palomeque. Le sucedió su hijo del segundo matrimonio:
- Juan Hurtado de Mendoza y Guzmán (c. 1454-c. 1505),[7] II señor de Cañete,[5] montero mayor del rey Juan II, guarda mayor de Cuenca y miembro del Consejo del rey Enrique IV y de los Reyes Católicos.[7]

Casó en primeras nupcias con su prima Inés Manrique, hija de Pedro Manrique de Lara, adelantado mayor de León, y de Leonor de Castilla, hija de Fadrique Enríquez, duque de Benavente. Contrajo un segundo matrimonio con Elvira de Ravanal, padres de Luis Hurtado de Mendoza, señor de La Frontera. Sucedió en el señorío de Cañete y otros lugares su hijo primogénito que murió antes que su padre:
- Honorato Hurtado de Mendoza (m. 1489), III señor de Cañete, montero mayor del Fernando II de Aragón y guarda mayor de Cuenca.[9]

Casó con Francisca de Silva, hija de Juan de Silva y Meneses, I conde de Cifuentes, y de su segunda esposa, Inés de Ribera. Estos fueron los padres del primer marqués de Cañete.

## Marqueses de Cañete
|                                  | Titular                                                                                       | Periodo                          |
| Concesión de los Reyes Católicos | Concesión de los Reyes Católicos                                                              | Concesión de los Reyes Católicos |
| -------------------------------- | --------------------------------------------------------------------------------------------- | -------------------------------- |
|                                  | Juan Hurtado de Mendoza y Guzmán, II señor de Cañete (solo con real carta, sin real despacho) | 1490-1490                        |
| Creación por Carlos I            |                                                                                               |                                  |
| I                                | Diego Hurtado de Mendoza y Silva                                                              | 1530-1542                        |
| II                               | Andrés Hurtado de Mendoza y Cabrera                                                           | 1542-1560                        |
| III                              | Diego Hurtado de Mendoza y Manrique                                                           | 1561-1591                        |
| IV                               | García Hurtado de Mendoza y Manrique                                                          | 1591-1609                        |
| V                                | Juan Andrés Hurtado de Mendoza                                                                | 1609-1639                        |
| VI                               | Juana Antonia Hurtado de Mendoza y Manrique de Cárdenas                                       | 1639-1639                        |
| VII                              | Teresa Antonia Hurtado de Mendoza y Manrique de Cárdenas                                      | 1646-1657                        |
| VIII                             | Antonio de Velasco Manrique de Mendoza Acuña y Tejada                                         | 1657-1676                        |
| IX                               | Francisco Miguel Manrique de Velasco y Tejada                                                 | 1676-1678                        |
| X                                | Nicolasa Manrique de Mendoza Acuña y Manuel                                                   | 1678-1709                        |
| XI                               | Ana Manrique de Guevara Mendoza y Velasco                                                     | 1710-1729                        |
| XII                              | Joaquín María Portocarrero de Bocanegra y Manrique de Guevara                                 | 1729-1731                        |
| XIII                             | Diego Ruiz de Vergara                                                                         | 1754-1760                        |
| XIV                              | Agustín de Bracamonte Dávila y Guzmán                                                         | 1760-1786                        |
| XV                               | Fernando Velaz de Medrano Bracamonte y Dávila                                                 | 1786-1791                        |
| XVI                              | Judas Tadeo Fernández de Miranda y Villacís                                                   | 1791-1810                        |
| XVII                             | Lucía de Rojas y Fernández de Miranda                                                         | 1810-1832                        |
| XVIII                            | Juan Bautista de Queralt y Bucarelli                                                          | 1832-1873                        |
| XIX                              | Hipólito de Queralt y Bernaldo de Quirós                                                      | 1875-1877                        |
| XX                               | Enrique de Queralt y Fernández Maquieira                                                      | 1877-1933                        |
| XXI                              | Enrique de Queralt y Gil-Delgado                                                              | 1934-1992                        |
| XXII                             | Enrique de Queralt y Chávarri                                                                 | 1992-2009                        |
| XXIII                            | Ana Rosa de Queralt y Aragón                                                                  | 2009-actual titular              |

## Primera concesión del marquesado
Hay cierta incertidumbre sobre la primera concesión que se realizara de este título a Juan Hurtado de Mendoza y Guzmán, guardamayor de Cuenca. La Historia genealógica de la Casa de Mendoza, del historiador y genealogista alcarreño Diego Gutiérrez Coronel (1724-1792), asegura que los Reyes Católicos expidieron carta de merced dos días después de la muerte del beneficiario, en 1490. Sin embargo, la documentación conservada —como una escritura sobre su mayorazgo en 1497 o su consentimiento a la venta de La Parrilla y Belmontejo para la dote de su nieta en 1498— certifica que Juan Hurtado de Mendoza estaba con vida hasta, al menos, el año 1505. Juan Pablo Mártir Rizo (1505-1642), en Historia de la muy noble y leal ciudad de Cuenca, ofrece otra versión: el título le fue concedido debido a la valentía demostrada en la defensa de los obispados de Cuenca, Córdoba, Jaén y Murcia durante la tala de la vega granadina, pero el noble conquense lo rechazó:

Y agradado el rey de la buena cuenta, y satisfacción de lo que se le había encargado, le hizo merced de título de Marqués. Y aunque le agradeció el favor, haciendo de él la estimacion que debía, suplicó al Rey que le diese por excusado, pues a sus muchos años, y calidad no era permitido, que mudase el nombre, que era tan conocido, y temido de los contrarios de la verdadera Religión Católica y demás enemigos de su Real Corona. Y aunque replicó el Rey y le dio un privilegio de renta sobre las carnicerías de Cuenca, porque le tomase, aceptando lo uno, y otro, perseveró hasta el fin de su vida en no firmar mas que su nombre.

## Historia de los marqueses de Cañete
- Diego Hurtado de Mendoza y Silva (m. 1542), I marqués de Cañete.[13][1] Fue montero mayor del rey, guarda mayor de Cuenca, alcalde de Castillejo, gobernador y capitán general de Galicia y virrey de Navarra.[13]

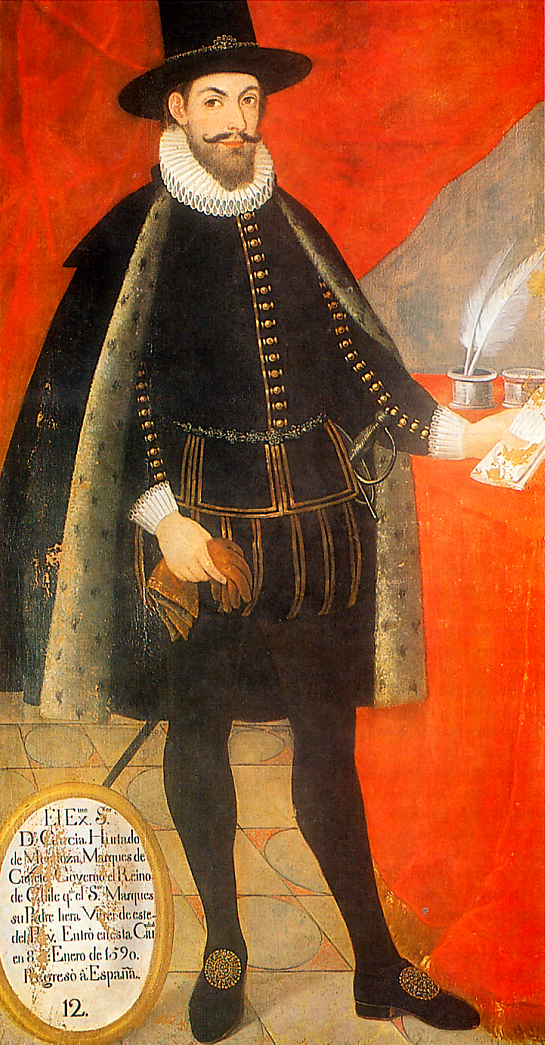
García Hurtado de Mendoza, III marqués de Cañete, comendador en la Orden de Santiago, virrey del Perú

Casó con Isabel de Cabrera y Bobadilla, hija de Andrés de Cabrera, I marqués de Moya, y de Beatriz de Bobadilla. En 1542 le sucedió su hijo:

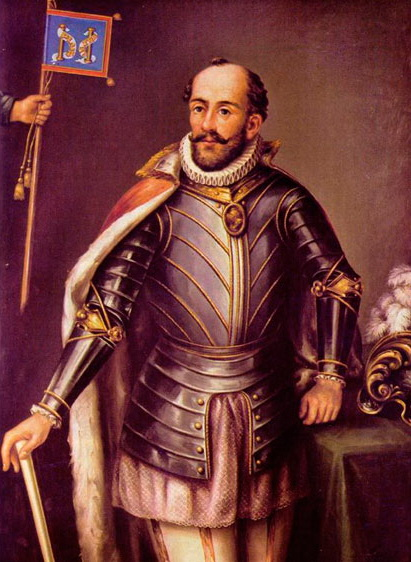
Andrés Hurtado de Mendoza, II marqués de Cañete, virrey y capitán general del Perú

- Andrés Hurtado de Mendoza y Cabrera (m. 1560), II marqués de Cañete,[1][16] guarda mayor de Cuenca, montero mayor del rey y virrey y capitán general del Perú.[17]

Contrajo matrimonio con Magdalena Manrique (m. 1578), hija de García Fernández Manrique, III conde de Osorno y de María de Luna de Bobadilla. En 1560 le sucedió su hijo:
- Diego Hurtado de Mendoza y Manrique (m. 1591), III marqués de Cañete.[1]

Casó en primeras nupcias con Magdalena de Pujadas, hija de Ramón de Pujadas, barón de Anna, y en segundas nupcias con su prima hermana, Isabel de Mendoza, hija de Pedro de Mendoza y de Aldonza de Castilla. Sin descendientes. Le sucedió su hermano:
- García Hurtado de Mendoza y Manrique (1535-15 de octubre de 1609), IV marqués de Cañete,[1] virrey del Perú.[16]

Casó por primera vez con Teresa de Castro, hija de Pedro Fernández de Castro y Portugal, V conde de Lemos, y de esposa Teresa de la Cueva y Bobadilla. Contrajo un segundo matrimonio con Ana Florencia de la Cerda, hija de Fernando de la Cerda, comendador de Esparragosa de Lares en la Orden de Alcántara, y de Ana de Bernemicourt. Le sucedió, de su primer matrimonio, su hijo:
- Juan Andrés Hurtado de Mendoza y Castro (m. 6 de abril de 1639), V marqués de Cañete[1] y caballero de la Orden de Alcántara.[16]

Casó con María de Cabrera y Pacheco, hija de Diego Fernández de Cabrera y Bobadilla, III conde de Chinchón, y de Inés Pacheco y Cabrera, hija de Diego López Pacheco y Enríquez, III marqués de Villena, III duque de Escalona, III conde de Xiquena. Sin descendientes de este matrimonio.  Contrajo un segundo matrimonio en 1605 con María Catalina de la Cerda (m. 1606), hija de Juan de la Cerda y Portugal, V duque de Medinaceli, IV marqués de Cogolludo, V conde del Puerto de Santa María, y de su segunda esposa Juana de Lama, IV marquesa de la Adrada. Sin descendientes de este matrimonio. En 1608 se casó en terceras nupcias con María de Cárdenas y Manrique (m. 1628), hija de Bernardino de Cárdenas y Portugal, III duque de Maqueda, III marqués de Elche y de Luisa Manrique de Lara, V duquesa de Nájera, VII condesa de Treviño, VIII condesa de Valencia de Don Juan. Contrajo un cuarto matrimonio con Catalína de Zúñiga y Sandoval, duquesa viuda de Escalona, hija de Diego López de Zúñiga Avellaneda y Bazán, IV marqués de la Bañeza, II duque de Peñaranda de Duero, y de Francisca de Sandoval y Rojas, hija de Francisco de Sandoval y Rojas, V marqués de Denia, I duque de Lerma. Sin sucesión de este matrimonio. Le sucedió su hija del tercer matrimonio:
- Juana Antonia Hurtado de Mendoza y Manrique de Cárdenas (m. 13 de diciembre de 1639), VI marquesa de Cañete.[1]

Soltera. Sin descendientes. Le sucedió su hermana en 1646 después de ganar el pleito promovido por Juan de Mendoza y Manrique, II marqués de Desio, por la sucesión:
- Teresa de Mendoza y Manrique de Cárdenas (m. 17 de febrero de 1657), VII marquesa de Cañete,[1] IX duquesa de Nájera,[18] VII duquesa de Maqueda, XI condesa de Treviño, XII condesa de Valencia de Don Juan, marquesa de Elche, III marquesa de Belmonte.

Casó en primeras nupcias con Fernando de Faro, V señor de Vimieiro en Portugal. Contrajo un segundo matrimonio con Juan Antonio de Torres y Portugal, III conde de Villardompardo, IX conde de Coruña y señor de Escañuela. Casó en terceras nupcias con Juan María de Borja y Aragón. Sin descendientes de ninguno de sus tres matrimonios. Le sucedió su sobrino, hijo de su hermana Nicolasa de Mendoza Manrique de Lara y de Alfonso Fernández de Velasco, III conde de la Revilla:
- Antonio de Velasco Manrique de Mendoza Acuña y Tejada (m. 20 de septiembre de 1676), VIII marqués de Cañete,[1][18] X duque de Nájera,[19] XII conde de Treviño, XIII conde de Valencia de Don Juan, V marqués de Belmonte de la Vega Real, IV conde de la Revilla.

Contrajo un primer matrimonio el 19 de junio de 1666 con Isabel de Carvajal, hija de Miguel de Carvajal, III marqués de Jódar. Sin descendientes de este matrimonio, se casó en segundas nupcias el 19 de abril de 1668 con María Micaela de Tejada Mendoza y Borja. Le sucedió, del segundo matrimonio, su hijo:
- Francisco Miguel Manrique de Mendoza y Velasco (1675-11 de julio de 1678), IX marqués de Cañete,[1][18] XI duque de Nájera, XIII conde de Treviño, XIV conde de Valencia de Don Juan, VI marqués de Belmonte de la Vega Real. Le sucedió su hermana:[18]

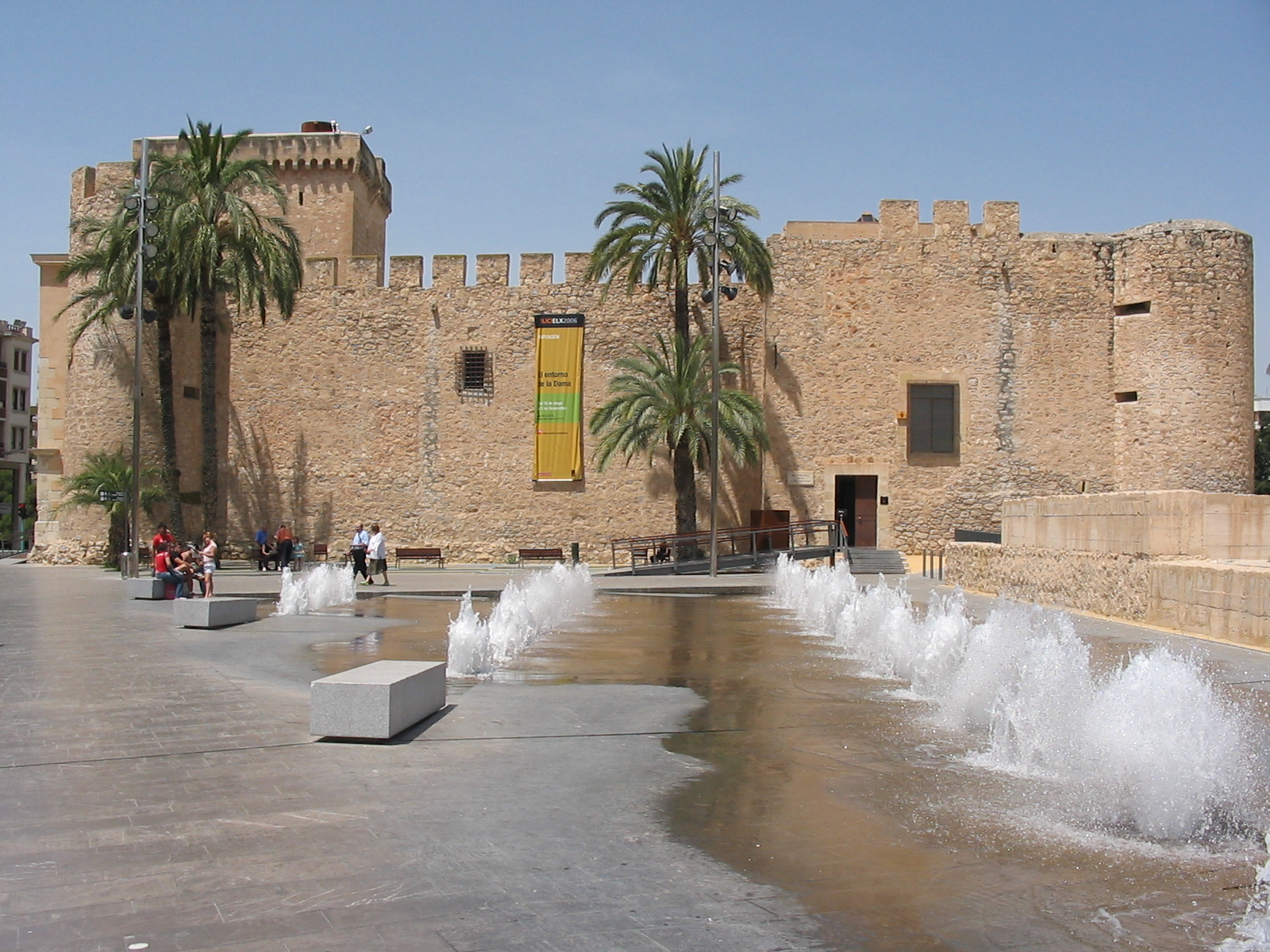
Palacio de los marqueses de Cañete en Elche (Alicante), llamado palacio Altamira

- María Nicolasa Manrique de Lara y Velasco (1672-1709), X marquesa de Cañete,[1] XII duquesa de Nájera,[20] VII marquesa de Belmonte, XIV condesa de Treviño, XV condesa de Valencia de Don Juan, V condesa de la Revilla.

Casó el 6 de junio de 1687 con Manuel Beltrán de Guevara, hijo de Beltrán Vélez Ladrón de Guevara, I marqués de Monte Real y de Catalina Vélez Ladrón de Guevara, IX condesa de Oñate y condesa de Villamediana. Le sucedió su hija:
- Ana Micaela de Guevara Manrique de Velasco (1691-12 de mayo de 1729),[20] XI marquesa de Cañete,[18][1] XIII duquesa de Nájera, VIII marquesa de Belmonte, XV condesa de Treviño, XVI condesa de Valencia de Don Juan, VII condesa de la Revilla, XII condesa de Oñate.

Casó en primeras nupcias el 16 de mayo de 1714 con Pedro Antonio de Zúñiga y Sotomayor, hijo de Manuel Diego López de Zúñiga, X duque de Béjar, duque de Mandas y Villanueva, etc. Casó en segundas nupcias con José de Moscoso Osorio, hijo menor de Luis María Melchor de Moscoso Osorio Mendoza y Rojas, VIII conde de Altamira, X conde de Monteagudo, conde de Lodosa, etc. y de su segunda esposa Ángela de Aragón Folch de Cardona Fernández de Córdoba y Benavides, hija de Luis Ramón Folch de Aragón y Fernández de Córdoba, VI duque de Segorbe y VII duque de Cardona, etc. Sin sucesión de este matrimonio, se casó en terceras nupcias con Gaspar Portocarrero y Bocanegra, VI marqués de Almenara, VI conde de Palma del Río, VIII marqués de Montesclaros, IX marqués de Castil de Bayuela, hijo de Luis Antonio Fernández Portocarrero y Moscoso, V conde de Palma del Río, VII marqués de Montesclaros, etc., y de María Leonor de Moscoso, hija de Gaspar de Mendoza y Moscoso, V marqués de Almazán y IX conde de Monteagudo. Le sucedió en 1729 su hijo de su tercer matrimonio:

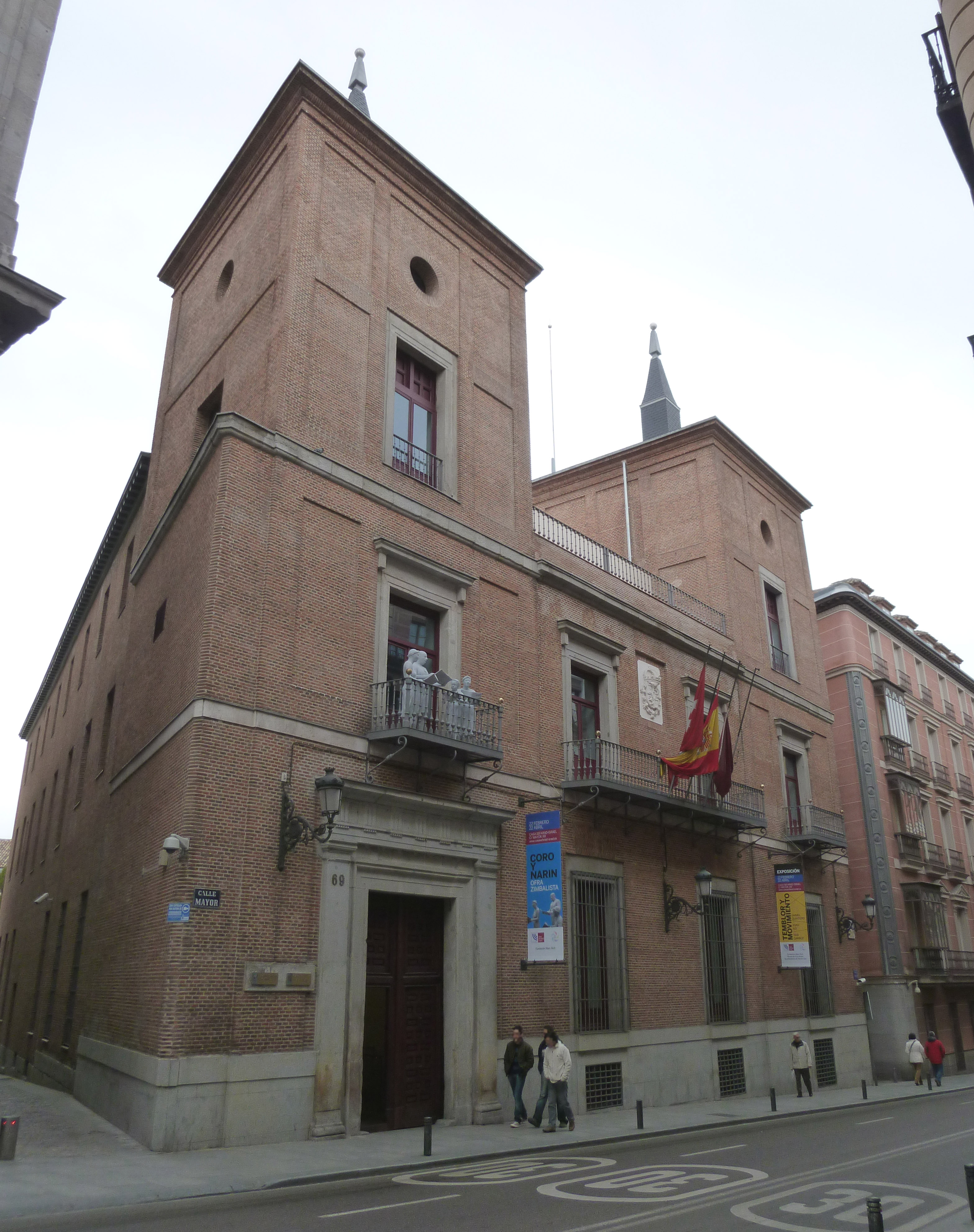
Palacio del marqués de Cañete en Madrid

- Joaquín María Portocarrero Manrique de Guevara (m. 1731), XII marqués de Cañete,[1][18]  XIV duque de Nájera,[20] VII marqués de Almenara, VII conde de Palma del Río, IX marqués de Montesclaros, X marqués de Castil de Bayuela, VIII conde de la Revilla.

Soltero y sin descendientes. Le sucedió:
- Diego Ruiz de Vergara (m. 1760), XIII marqués de Cañete[1][18] y VI marqués de Navamarcuende, hijo de Juan Ruiz de Vergara, III marqués de Navamorcuende, y de su tercera esposa Francisca Vela Carrillo y Anaya.[18] Le sucedió su sobrino:[1]

- Agustín de Bracamonte Dávila y Guzmán (m. 1786), XIV marqués de Cañete, creado grande de España en 1771,[1][21] V marqués de Fuente el Sol, VII marqués de Navamorcuende. Fue hijo de Gaspar Ventura de Bracamonte y de Catalina Villalón y Mendoza.[21]

Contrajo un primer matrimonio con María Teresa de Rojas y Toledo, hija de José Antonio de Rojas Ibarra y Aguilera, VI conde de Mora, y de su primera esposa, Blanca de Toledo. Sin descendientes de este matrimonio. Casó en segundas nupcias con Micaela María de Castejón y Salcedo, hija de Martín José de Castejón Camargo III conde de Villareal, I conde de Fuerteventura y de Juana de Salcedo y del Río, hija de Pedro de Salcedo, II conde de Gómara. Sin descendientes, tampoco, de este matrimonio. Le sucedió su sobrino, hijo de su hermana Petronila de Bracamonte Dávila y Villalón y de Jaime Vélaz de Medrano y Barros, marqués de Tabuérniga:
- Fernando Velaz de Medrano Bracamonte y Dávila (m. 1791), XV marqués de Cañete,[21][b] VI marqués de Fuente el Sol, VIII marqués de Navamorcuende.

Le sucedió:
- Judas Tadeo Fernández de Miranda y Villacís (Madrid, 18 de agosto de 1739-Salamanca, 27 de septiembre de 1810),[22] XVI marqués de Cañete, V marqués de Valdecarzana,[22] VIII conde de las Amayuelas,[22] IX marqués de Taracena, VIII conde de Escalante, X conde de Tahalú, y X conde de Villamor.[22] Era hijo de Sancho Fernández de Miranda, IV marqués de Valdecarzana y IX conde de Villamor, y de Ana Catalina de Villacís y de la Cueva, VII condesa de las Amayuelas, grande de España.[21]

Casó en primeras nupcias con Isabel Felipe de Reggio Branciforte y Gravina, VI princesa de Campofiorito, grande de España, y en segundas nupcias con Luisa Joaquina Escrivá de Romaní y Taverner. Sin descendencia, le sucedió su sobrina, hija de su hermana María Antonia Fernández de Miranda y Villacís y de José Antonio de Rojas Vargas y Toledo, VII conde de Mora, grande de España, IV marqués de la Torre de Esteban Hambrán, etc.
- Lucía de Rojas y Fernández de Miranda (Madrid, 6 de junio de 1756-Madrid, 19 de julio de 1834),[23] XVII marquesa de Cañete,[1] IX condesa de Mora, VI marquesa de Valdecarzana y IX condesa de las Amayuelas,[21] y XI condesa de Villamor.

Sin descendientes, en 1848 le sucedió su sobrino:
- Juan Bautista de Queralt y Bucarelli (Sevilla, 8 de octubre de 1814-Biarritz, 17 de abril de 1873),[24] XVIII marqués de Cañete,[1][21] IX conde de Santa Coloma,[21] X conde de las Amayuelas,[24] VII marqués de Albolote, VII marqués de Besora, XI marqués de Gramosa,[24] VII marqués de Alconchel, XV marqués de Lanzarote, XI marqués de Albaserrada, VIII conde de la Cueva, XVII conde de Cifuentes, VIII conde de la Rivera, VII marqués de Valdecarzana, XIV marqués de Taracena, XI conde de Escalante, XVII conde de Tahalú, XII conde de Villamor. Fue hijo de Juan Bautista de Queralt y Silva, VIII conde de Santa Coloma, y de su esposa María del Pilar Bucarelli, V marquesa de Vallehermoso.[21][25]

Casó en Madrid el 29 de diciembre de 1835 con María Dominga Bernaldo de Quirós y Colón de Larreátegui, hija de Antonio Bernaldo de Quirós y Rodríguez de los Ríos, VI marqués de Monreal, marqués de Santiago, VI marqués de la Cimada, y de Hipólita Colón de Larreátegui y Remírez de Baquedano, hija de Mariano Colón de Larreátegui y Ximénez de Embún, XII duque de Veragua, y de María Guillermina Remírez de Boquedano y Quiñones. En 1875 le sucedió su hijo:
- Hipólito de Queralt y Bernaldo de Quirós (Sevilla, 22 de enero de 1841-Madrid, 12 de junio de 1877),[28] XIX marqués de Cañete,[29][1] X conde de Santa Coloma,[28] XI conde de las Amayuelas,[28] VIII marqués de Besora,[28] XI marqués de Gramosa,[28], VIII marqués de Alconchel, XVI marqués de Lanzarote, XII marqués de Albaserrada, IX conde de la Cueva, IX conde de la Rivera, VIII marqués de Valdecarzana, XV marqués de Taracena, XII conde de Escalante, XVIII conde de Tahalú, XIII conde de Villamor, etc.

Casó en Madrid el 12 de octubre de 1841 con Elvira Fernández-Maquieira y Oyanguren. En 1878 le sucedió su hijo:
- Enrique de Queralt y Fernández-Maquieira (Madrid, 13 de julio de 1867-Madrid, 13 de enero de 1933),[30] XX marqués de Cañete,[1] XI conde de Santa Coloma,[30] XII conde de las Amayuelas,[30] XI marqués de Gramosa, IX marqués de Alconchel, XVII marqués de Lanzarote, X conde de la Cueva, X conde de la Rivera, IX marqués de Valdecarzana,[30] XVI marqués de Taracena, XIII conde de Escalante, XIX conde de Tahalú, XIV conde de Villamor, VIII marqués de Vallehermoso, XI conde de Gerena, vizconde de Certera y vizconde del Infantado. Fue maaestrante de Sevilla, senador del reino por derecho propio, y gentilhombre de cámara con ejercicio.[30]

Casó en Zaráuz el 4 de noviembre de 1909 con Brígida Gil-Delgado y Olazábal, hija de Carlos Gil-Delgado y Tacón y de Brígida de Olazábal y González de Castejón, II marquesa de Berna. Le sucedió su hijo:
- Enrique de Queralt y Gil-Delgado (Madrid, 2 de octubre de 1910-Sevilla, 11 de abril de 1992), XXI marqués de Cañete,[1] XII conde de Santa Coloma,[32] XIII conde de las Amayuelas,[32] XIV marqués de Gramosa,[32] X marqués de Alconchel,[32] XVIII marqués de Lanzarote,[32] XII conde de la Cueva,[32] XIII conde de la Rivera,[32] XIV conde de Escalante,[32] XXI conde de Tahalú,[32] XV conde de Villamor,[32] IX marqués de Vallehermoso, XII conde de Gerena.[32]

Casó el 20 de octubre de 1933 con María Victoria de Chávarri y Poveda, hija de Víctor Chávarri y Anduiza, I marqués de Triano, y de María Josefa de Poveda y Echagüe. En 22 de marzo de 1993 le sucedió su hijo:
- Enrique de Queralt y Chávarri (n. Madrid, 8 de marzo de 1935),[33] XXII marqués de Cañete,[1] XIII conde de Santa Coloma,[33] XIV conde de las Amayuelas,[33] XV marqués de Gramosa,[33] XI marqués de Alconchel,[33] XV conde de Escalante,[33] XXII conde de Tahalú,[33] XVI conde de Villamor,[33] X marqués de Vallehermoso.[33]

Contrajo matrimonio el 23 de octubre de 1970 con Ana Rosa de Aragón y Pineda. En 25 de noviembre de 2009, por cesión, le sucedió su hija:
- Ana Rosa de Queralt y Aragón (n. Sevilla, 4 de noviembre de 1971),[33] XXIII marquesa de Cañete[34]